# هوس‌های امپراتور (فیلم ۱۹۱۳)

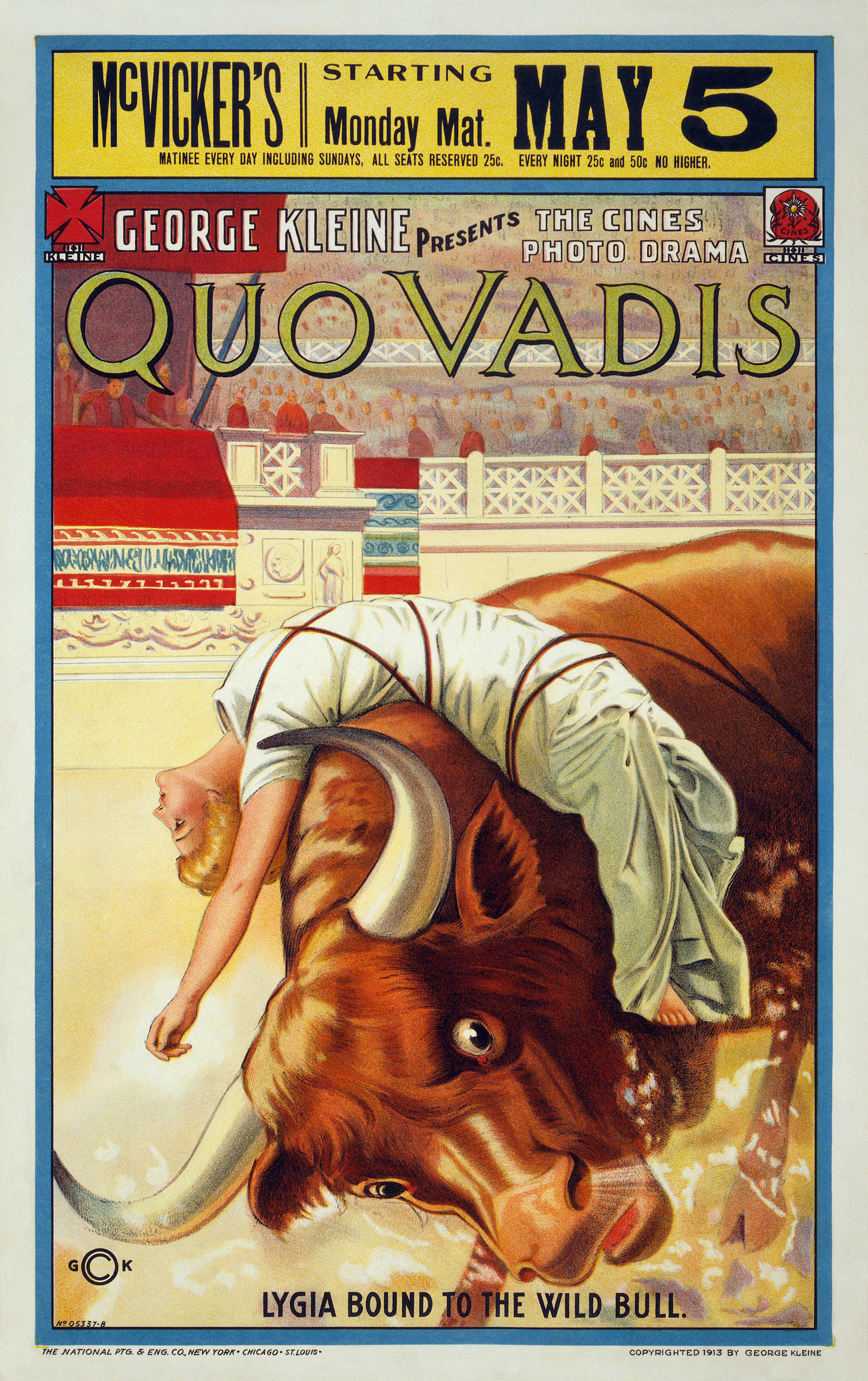
پوستر سینمایی فیلم هوس‌های امپراتور که لیژیا، اسیر مسیحی، نرون امپراتور روم را بسته‌شده به یک گاو وحشی به تصویر می‌کشد.

هوس‌های امپراتور (به ایتالیایی: Quo Vadis) نام یک فیلم ایتالیایی به کارگردانی انریکو گواتسونی است. فیلم برگرفته از کتاب داستانی هوس‌های امپراتور به نویسندگی هنریک سینکیه‌ویچ است. در این فیلم بلند، آملتو نوولی و گوستاوو سرنا ایفای نقش کردند.

## نگارخانه
- فیلم